# Dietrichingen

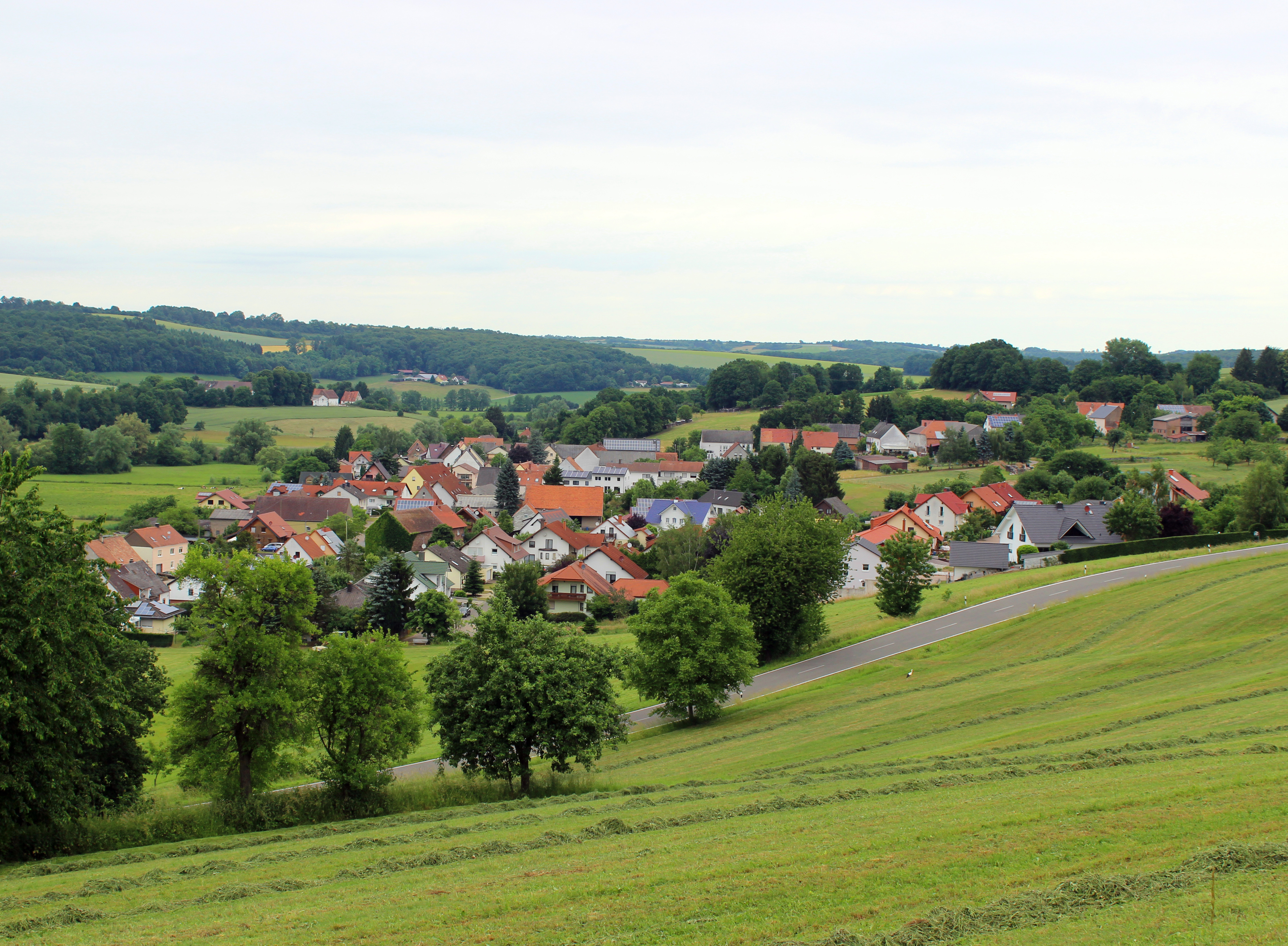
Blick auf Dietrichingen aus südlicher Richtung

Dietrichingen ist eine Ortsgemeinde im Landkreis Südwestpfalz in Rheinland-Pfalz und Grenzort zu Frankreich. Sie gehört der Verbandsgemeinde Zweibrücken-Land an, innerhalb derer sie gemessen an der Einwohnerzahl die viertkleinste Ortsgemeinde darstellt.

## Geographie
Dietrichingen liegt unmittelbar an der Grenze zu Frankreich im Zweibrücker Hügelland.
Zu Dietrichingen gehören auch die Weiler und Wohnplätze Birkwieserhof, Kirschbacherhof, Kirschbachermühle, Klosterwaldhof, Monbijou, Riedelberg-Tal, Sandwaldhof, Ziegelhütte und Hochwaldhof. Der Hornbach streift den nordwestlichen Siedlungsrand; über den Umweg des Dorfgrabens mündet in diesem Bereich der Ziegelbach in diesen. Nachbargemeinden sind – im Uhrzeigersinn – Contwig, Walshausen, Kleinsteinhausen, Großsteinhausen, Riedelberg, Ohrenthal, Mauschbach und Althornbach.

## Geschichte
Dietrichingen und Kirschbach wurden erstmals im Jahre 1295 als Diderichingen und Kuinrisbach urkundlich erwähnt. Monbijou hieß früher Leichelbingen und wurde 1258 als Leichelvinga erwähnt. Die territoriale Zugehörigkeit der Siedlungen folgte stets Pfalz-Zweibrücken, zu dem es bis Ende des 18. Jahrhunderts gehörte.
Von 1798 bis 1814, als die Pfalz Teil der Französischen Republik (bis 1804) und anschließend Teil des Napoleonischen Kaiserreichs war, war der Ort in den Kanton Neuhornbach eingegliedert. 1815 wurde der Ort Österreich zugeschlagen. Bereits ein Jahr später wechselte Dietrichingen in das Königreich Bayern. Ab 1818 war der Ort Bestandteil des Landkommissariat Zweibrücken, das 1862 in ein Bezirksamt umgewandelt wurde.
1928 hatte die Gemeinde 391 Einwohner, die in 72 Wohngebäuden lebten. 1939 wurde Dietrichingen in den Landkreis Zweibrücken eingegliedert. Nach dem Zweiten Weltkrieg wurde die Gemeinde innerhalb der französischen Besatzungszone Teil des damals neu gebildeten Landes Rheinland-Pfalz. Im Zuge der ersten rheinland-pfälzischen Verwaltungsreform folgte die Auflösung des Landkreises Zweibrücken; damit einhergehend wechselte der Ort 1972 in den Landkreis Pirmasens (ab 1997 Landkreis Südwestpfalz); im selben jahr wurde er zudem Bestandteil der neu geschaffenen Verbandsgemeinde Zweibrücken-Land.

## Religion
1928 lebten vor Ort 344 Protestanten, 36 Katholiken und elf, die einer anderen Glaubensgemeinschaft angehörten. Sowohl die Katholiken als auch die Protestanten gehörten seinerzeit zur Pfarrei Hornbach.

## Politik

### Gemeinderat
Der Gemeinderat in Dietrichingen besteht aus acht Ratsmitgliedern, die bei der Kommunalwahl am 9. Juni 2024 in einer Mehrheitswahl gewählt wurden, und der ehrenamtlichen Ortsbürgermeisterin als Vorsitzender.

### Bürgermeister
Ulrike Vogelgesang wurde am 30. Juli 2019 Ortsbürgermeisterin von Dietrichingen. Bei der Direktwahl am 26. Mai 2019 hatte sie sich mit einem Stimmenanteil von 69,95 % gegen die bisherige Amtsinhaberin Andrea Henner durchsetzen können. Bei der Direktwahl am 9. Juni 2024 wurde Ulrike Vogelgesang als einzige Bewerberin mit 82,2 % für weitere fünf Jahre wiedergewählt.
Bis 2014 war das Amt 20 Jahre lang von Gerd Zahler ausgeübt worden.

### Wappen
| Wappen von Dietrichingen | Blasonierung: „Durch einen silbernen Schräglinksbalken, darin drei grüne Orchideen, von Schwarz und Grün geteilt, oben eine goldene Burgruine, unten ein goldenes Hufeisen.“ |
| Wappen von Dietrichingen | Es wurde 1982 durch die Bezirksregierung Rheinhessen-Pfalz verliehen. |

## Kultur

### Bauwerke
Mit dem Lustschloss Monbijou, dem als Friedhofstor fungierenden Kriegerdenkmal, einem Quereinhaus in der örtlichen Bergstraße und dem Kirschbacherhof existieren vor Ort insgesamt vier Objekte, die unter Denkmalschutz stehen. Die Orangerie des ersteren ist inzwischen lediglich als Ruine erhalten. In der Nähe befindet sich ein wertvolles Orchideengebiet unter Betreuung der Pollichia. Die Bauten des Kirschbacherhofs aus dem 16. Jahrhundert sind ebenfalls herausragend.

### Natur
Auf Gemarkung der Ortsgemeinde befinden sich insgesamt drei Naturdenkmale sowie das Naturschutzgebiet Monbijou.

## Infrastruktur

### Wirtschaft
Wenige hundert Meter außerhalb des Ortes wurde auf einem ehemaligen Freizeitgelände des amerikanischen Militärs das Euro-Camp Dietrichingen, eine Art Jugendherberge, eingerichtet. Das Camp steht unter Betreuung des DRK und wird vorwiegend von Schulklassen und Jugendgruppen genutzt. In Kirschbach, das bereits 1591 zu einem Hof degradiert worden war, wurde von 1784 bis 1786 die herzogliche Porzellanmanufaktur von Pfalz-Zweibrücken betrieben, die in dieser Zeit allerdings bereits von einem privaten Pächter betrieben wurde.

### Verkehr
Durch die Gemeinde verlaufen die Kreisstraßen 13 und 71; letztere verbindet den Hauptort mit dem Schloss Monbijou.

## In Dietrichingen geboren
- Johann Joseph Kenn (1757–1840), Hornist an der Pariser Oper